# Sauromys petrophilus
Sauromys petrophilus es una especie de murciélago de la familia Molossidae. Es la única especie del género  Sauromys.

## Distribución geográfica
Se encuentra en el sur de Angola, Botsuana, Namibia, Zimbabue, Sudáfrica y Mozambique.